# Странге, Эбба
Эбба Мария Странге (дат. Ebba Marie Strange, урождённая Хенриксен, Henriksen; 15 апреля 1929, Фленсбург, провинция Шлезвиг-Гольштейн — 3 декабря 2012) — датский педагог и политический деятель. Лидер парламентской группы Социалистической народной партии (1977—1991). Депутат фолькетинга (1973—1994).

## Биография
Родилась 15 апреля 1929 года в германском городе Фленсбург, расположенном у границы с Данией. Родители: школьный инспектор Хенрик Лассен Хенриксен (Henrik Lassen Henriksen) и Хелена Хенриксен (Helena Henriksen).
Выросла в Фленсбурге.
В 1947 году окончила государственную среднюю школу с уклоном в математику и естественно-научные предметы в Тённере, у границы с Германией.
В 1948—1950 годах на курсах получила профессию педагога дошкольного образования.
В 1950—1964 годах работала педагогом в различных детских садах. Впоследствии устроилась на работу в Копенгагене. Работа с детьми из бедных семей в Вестербро заложила основу её социальной активности и желания улучшить условия жизни социально незащищенных слоёв населения.
В 1963 году получила профессию педагога дошкольного образования в Социальном университете (Den Sociale Højskole).
В 1964—1975 годах преподавала на семинаре для педагогов дошкольного образования в Орхусе, в 1970—1985 годах — в Датском педагогическом университете в Орхусе (с 2015 года — Педагогический институт Орхусского университета).
Умерла 3 декабря 2012 года.

## Политическая карьера
В молодости вступила в Коммунистическую партию Дании.
Участвовала в создании Социалистической народной партии на основе отколовшегося антисталинистского крыла КПД в 1959 году.
По результатам парламентских выборов 4 декабря 1973 года избрана депутатом фолькетинга от Социалистической народной партии в избирательном округе Орхус. Была депутатом до выборов 21 декабря 1994 года. С 6 ноября 1979 по 5 октября 1982 года — член президиума фолькетинга.
С 1977 года — председатель группы Социалистической народной партии в фолькетинге. Стала первой женщиной-председателем парламентской группы в истории Дании. Занимала пост в течение 14 лет.
Выступала за равную оплату труда, возможность женщин получать образование и работать в традиционно мужских профессиях. Она также выступала за декретный отпуск для мужчин и совместную опеку для родителей, не состоящих в браке.
На парламентских выборах 1981 и 1984 годов была в числе десяти политических деятелей Дании, получивших наибольшее число персональных голосов избирателей.